# تياغو كاميلو
تياغو كاميلو (بالبرتغالية: Thiago Camilo‏) هو سائق سيارة سباق برازيلي، ولد في 20 سبتمبر 1984 في ساو باولو في البرازيل.

## وصلات خارجية
- الموقع الرسمي
- تياغو كاميلو على موقع DriverDB.com (الإنجليزية)